# Roberto Conesa
Roberto Conesa Escudero (Madrid, 1917 - Madrid, 27 janvier 1994) est un fonctionnaire de police espagnol ayant joué un rôle de premier plan dans la répression politique qui a suivi la Guerre Civile. Pendant la Seconde Guerre mondiale il collabore avec la Gestapo. Sous Franco, il est chef de la Brigada Politico-Social puis, pendant la Transition et la démocratie, en charge de la lutte antiterroriste contre ETA et les GRAPO. Il travaille aussi pour le dictateur Rafael Leónidas Trujillo à Saint-Domingue (République Dominicaine).

## Biographie
Né à Madrid en 1917, il commence à travailler à l'âge de 15 ans dans une épicerie et, avant la guerre civile, fréquente les Jeunesses Socialistes Unifiées (JSU) nouvellement formées.

### Carrière sous Franco
Il intègre la Police franquiste en 1939, après la fin de la guerre. Après plusieurs promotions et de nombreuses félicitations, il est nommé, en 1974, chef de la Brigada Político-Social, poste qu'il conserve jusqu'à la dissolution de cette police politique en 1976. 
Son premier grand succès est sa participation à la capture de celles qu'on surnomme plus tard les «Treize Roses», fusillées le 5 août 1939. Il est chargé de reconstruire, pour ensuite la démanteler, la structure clandestine du Secours Rouge International (SRI) à Madrid en mai 1939. Pendant la Seconde Guerre mondiale, il collabore avec la Gestapo, allant jusqu'à informer celle-ci des plans du maquis républicain de faire exploser une usine de matériel militaire allemand dans la France occupée.
Entre l'automne 1946 et mai 1947, il s'infiltre dans le Parti Communiste d'Espagne (PCE) et devient un spécialiste du captage d'indicateurs. Il est vite réputé dans les mouvements clandestins de gauche pour ses méthodes brutales d'interrogatoire et son emploi de la torture. Quelques personnalités célèbres se souviennent d'être passées entre ses mains, notamment le syndicaliste Marcelino Camacho et l'écrivain Fernando Sánchez Dragó. Il semble que Conesa ait également été impliqué dans l'assassinat-montage policier de l'affaire Scala contre la CNT, dans les premières années de la démocratie naissante,.     
En 1953 ses hommes interrogent, au siège de la DGS à Madrid, le dirigeant du PSOE Tomás Centeno, qui meurt sous la torture, bien que la presse officielle franquiste prétende qu'il se soit suicidé. Pendant les années 1950, Conesa suit des cours de formation de la CIA sur « sabotage et anticommunisme »,. Des années plus tard, en poste à Valence, il torture le militant communiste Pedro Vicente. Non content de le frapper avec des nerfs de boeuf, on oblige Vicente à s'agenouiller sur des pois chiches posés au sol et on lui applique des décharges électriques, afin de ne pas laisser de marques des tortures. Dans les derniers années du franquisme, un autre policier, Antonio González Pacheco dit Billy l'enfant s'est distingué comme le bras droit de Conesa,.
En septembre 1974, un attentat a lieu à Madrid, dans une cafetería de la calle del Correo ; Conesa cherche à imputer celui-ci au PCE alors que l'ETA en est le réel auteur. Le 30 septembre 1975, trois jours après les dernières exécutions du franquisme de cinq militants du FRAP et d'ETA, le commissaire est récompensé de l'Ordre impérial du Joug et des Flèches (es) par la Présidence du Gouvernement.

### Sous la transition démocratique
Après la dissolution de la Brigada Político-Social, il est nommé à la tête de l'organisation lui succédant, la Brigade Centrale d'Information (BCI), de 1975 à 1979. Il est alors en charge de la lutte antiterroriste contre l'ETA et les GRAPO. En juin 1976, il est également nommé chef supérieur de police à Valence par le ministre de l'Intérieur Manuel Fraga. Il est rappelé d'urgence par le successeur de celui-ci, Rodolfo Martín Villa, pour résoudre avec succès les enlèvements d'Antonio María de Oriol, président du Conseil d'État, et du lieutenant général Emilio Villaescusa, président du Conseil Suprême de Justice Militaire,.
En 1977, Martín Villa lui décerne la Médaille d'Or au Mérite Policier.
Le 5 avril 1978 a eu lieu à Alger une tentative d'assassinat envers Antonio Cubillo, leader indépendantiste du MPAIAC, organisée par l'indicateur policier José Luis Espinosa Pardo ; celui-ci travaillait sous les ordres de Conesa depuis le début des années 1970. C'est le premier cas de terrorisme d'État dans la démocratie nouvellement retrouvée en Espagne.

### Mort
Conesa est victime le 13 mai 1979 d'une crise cardiaque. Il décède finalement en 1994 ; aucun représentant du Gouvernement espagnol n'assiste à son enterrement, qui a lieu en pleine grève générale en Espagne.

## Dans la fiction
Une partie de son histoire apparaît dans le roman d'Almudena Grandes Las tres bodas de Manolita (Les trois mariages de Manolita) (2014).
Jorge Semprún, dans son roman Vingt ans et un jour (Tusquets, 2011) fait apparaître le commissaire Conesa comme personnage, sous le nom de Roberto Sabuesa.